# Famille Halphen
Cette page explique l’histoire ou répertorie les différents membres de la famille Halphen.
La famille Halphen est une famille française.

## Liens de filiation entre les personnalités notoires

### Famille originaire de Metz et installée à Paris à la fin duXVIIIesiècle
- Salomon Halphen (né à Metz en 1773-1840), financier et négociant, fondateur de la Maison de joaillerie « Halphen ».
  - Anselme Halphen (né à Paris en 1797-1852), joaillier parisien, membre du Conseil d'Escompte de la Banque de France, puis régent de la Banque de France.
    - Joseph Halphen (1822-1896), financier et négociant en diamants à Paris, membre du Conseil d'Escompte de la Banque de France, chevalier de l'ordre national de la Légion d'honneur.

  - Edmond Halphen (1802-1847), maire du 2e arrondissement de Paris.
    - Achille Halphen (1825-1856), historien, philanthrope, secrétaire du Consistoire israélite de Paris.
    - Constant Halphen (1829-1895).
      - Edmond Halphen (1857-1936), ingénieur centralien, inspecteur de la Compagnie générale transatlantique, propriétaire viticole (Château Batailley), conseiller général de Gironde, cofondateur de l'Alliance démocratique.

  - Caroline Halphen (1804-1867), épouse Léon de la famille Javal (1799-1860).
  - Léopold Halphen (1806-1867).
    - Eugénie Halphen (1829-1866) épouse Emil Ladenburg (en).
    - Georges Halphen (1832-1906), banquier, négociant en diamants et administrateur de la Compagnie des chemins de fer du Nord. Il épouse Henriette Stern (1836-1905), fille d'Antoine Jacob Stern.
      - Louise Halphen (1856-1914) épouse Émile Deutsch de la Meurthe (1847-1924).
      - Émile Halphen (1857-1913), banquier, épouse Louise Fould (1862-1945), fille de Paul de la Fould.
        - Germaine Alice Halphen (1884-1975), philanthrope, épouse le baron Édouard de Rothschild (1868-1949).
        - Alice Halphen (1887-1968), épouse Maurice de la famille de Bremond d'Ars (1881-1955).

      - Marguerite Halphen (1861-1929) épouse Raphaël-Georges Lévy (1853-1933).
      - Fernand Halphen (1872-1917), compositeur et militaire, Grand prix de Rome en 1896. Il épouse Alice de Koenigswarter (1878-1963).
        - Henriette Halphen  (1911-2002), épouse Jacques Schumann (1909-1987).
        - Georges Halphen (1913-2003), économiste et collectionneur d'art, épouse en troisièmes noces Monique de Rothschild (1925).

    - Louise Halphen (1837), épouse Théodore de la famille Cerfberr de Medelsheim (1833-1905).

  - Armand Halphen (1807-1859), notaire parisien. Il épouse Pauline de la famille von Königswarter (1814-1878).
    - Marguerite Halphen (1839-1895), épouse Octave de la famille Rodrigues-Henriques (1829-1876).

  - Gustave Halphen (1810-1872), négociant et diplomate, président du Consistoire israélite de Paris de 1852 à 1857.
  - Eugène Halphen (1820-1912), historien, épouse Bertha Oppenheimer (1831-1896)
    - Jules Halphen (1856-1928), capitaine d'artillerie, chevalier de l'ordre national de la Légion d'honneur, épouse Marie Pereire (1860-1936), fille d'Eugène Pereire et de Juliette de la famille Fould.
      - Noémie Halphen (1888-1968), philanthrope et mécène française, créatrice de la station de sports d'hiver de Megève, épouse le baron Maurice de Rothschild (1881-1957), banquier, sénateur des Hautes-Alpes, fils du baron Edmond de Rothschild, membre de l'Académie des beaux-arts, et de la baronne Adélaïde de Rothschild.

### Famille originaire de Metz et installée à Rouen au milieu duXIXesiècle
- Georges Henri Halphen (né à Rouen en 1844-1889), chef d'escadron d'artillerie et mathématicien
  - Louis Halphen (1880-1950), historien médiéviste.
    - Étienne Halphen (1911-1954), mathématicien et statisticien

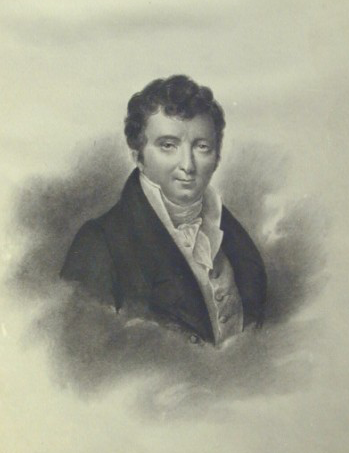
Salomon Halphen
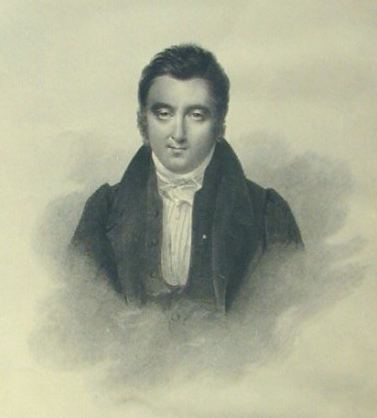
Anselme Halphen
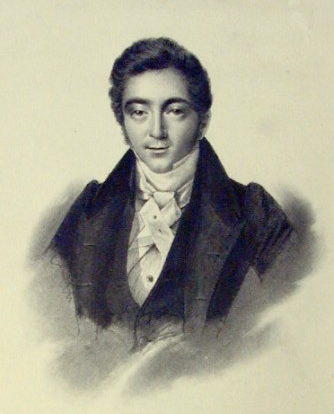
Gustave Halphen
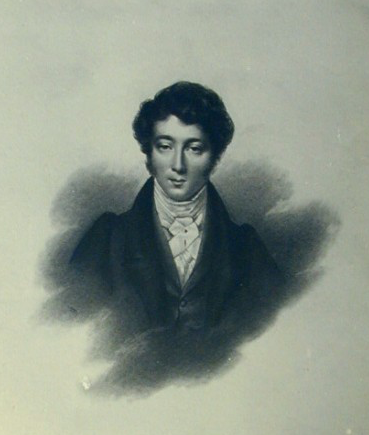
Léopold Halphen
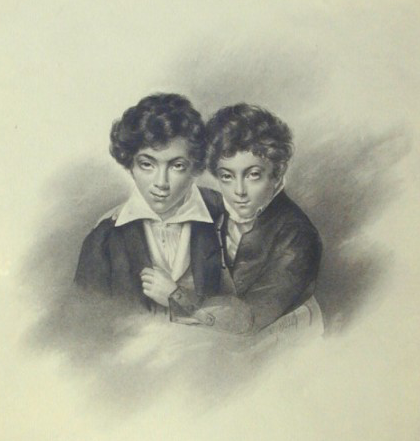
Jules et Eugène Halphen
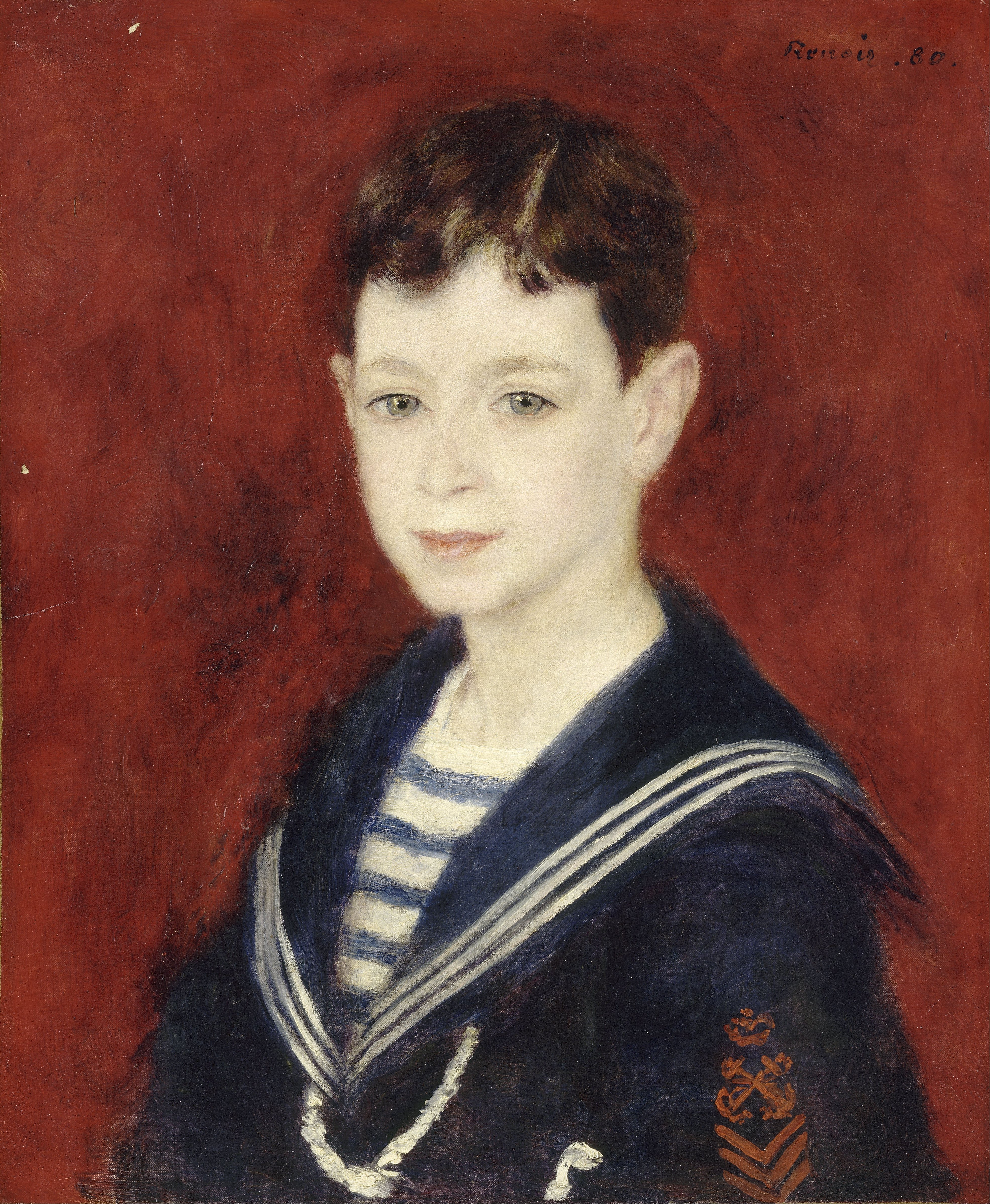
Fernand Halphen
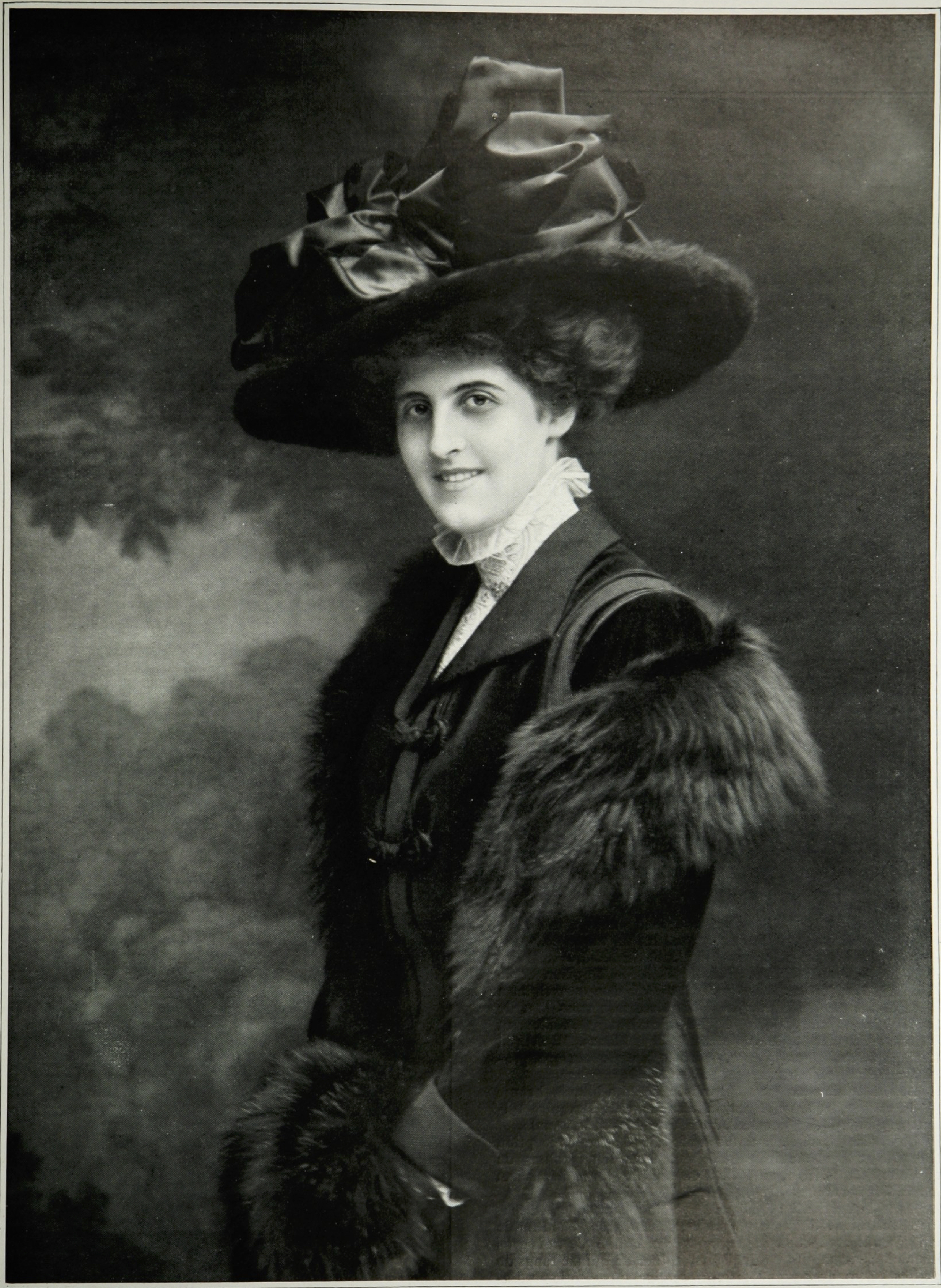
Noémie Halphen, baronne de Rothschild